# Marquesat de Sant Esteve de Castellar
El Marquesat de Sant Esteve de Castellar és un títol nobiliari espanyol creat el 28 de setembre de 1896 pel rei Alfons XIII a favor d'Emilia Carles i Tolrà, vídua de Tolrà, en recompensa pels beneficis dispensats al poble de Sant Esteve de Castellar, anomenat actualment Castellar del Vallès.

## Marquesos de Sant Esteve de Castellar
|                                    | Titular                         | Període                  |
| Creació per Alfonso XIII           | Creació per Alfonso XIII        | Creació per Alfonso XIII |
| ---------------------------------- | ------------------------------- | ------------------------ |
| I                                  | Emília Carles i Tolrà           | 1896-1915                |
| II                                 | Emili Carles-Tolrà i Amat       | 1915-1940                |
| Rehabilitació per Francisco Franco |                                 |                          |
| III                                | Josep María Carles-Tolrà i Coll | 1964-1968                |
| IV                                 | Emili Carles-Tolrà i Bofill     | 1970-2013                |
| Vacant                             |                                 |                          |

## Història dels Marquesos de Sant Esteve de Castellar
- Emília Carles Tolrà (1848-1915), fou 1r marquesa de Sant Esteve de Castellar. És succeïda per dret a designació el seu cosí.
- Emili Carles-Tolrà i Amat (1864-1940), 2n marquès de Sant Esteve de Castellar.

1. Casat amb Rosa Coll i Carles. Fou succeït pel seu fill per rehabilitació.

- Josep Ma Carles-Tolrà i Coll (1895-1968), 3r marquès de Sant Esteve de Castellar succeït pel seu fill:
- Emili Carles-Tolrà i Bofill (1927-2013), 4t marquès de Sant Esteve de Castellar.

1. Casat amb Ma Rosa Deseux i Trías de Bés.[5]